# Jakob Rohrmeister

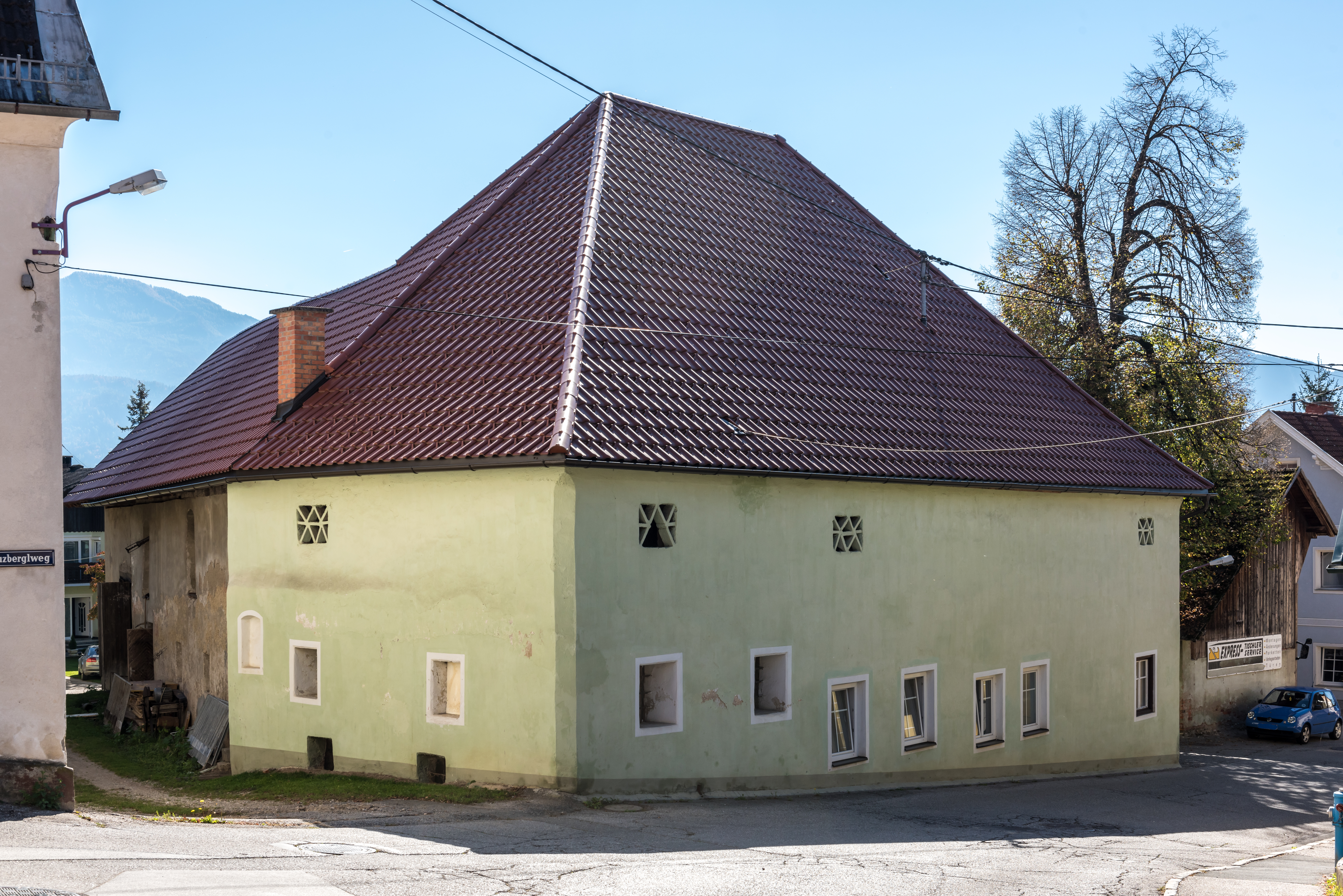
Rohrmeisters Geburtshaus in Eberndorf

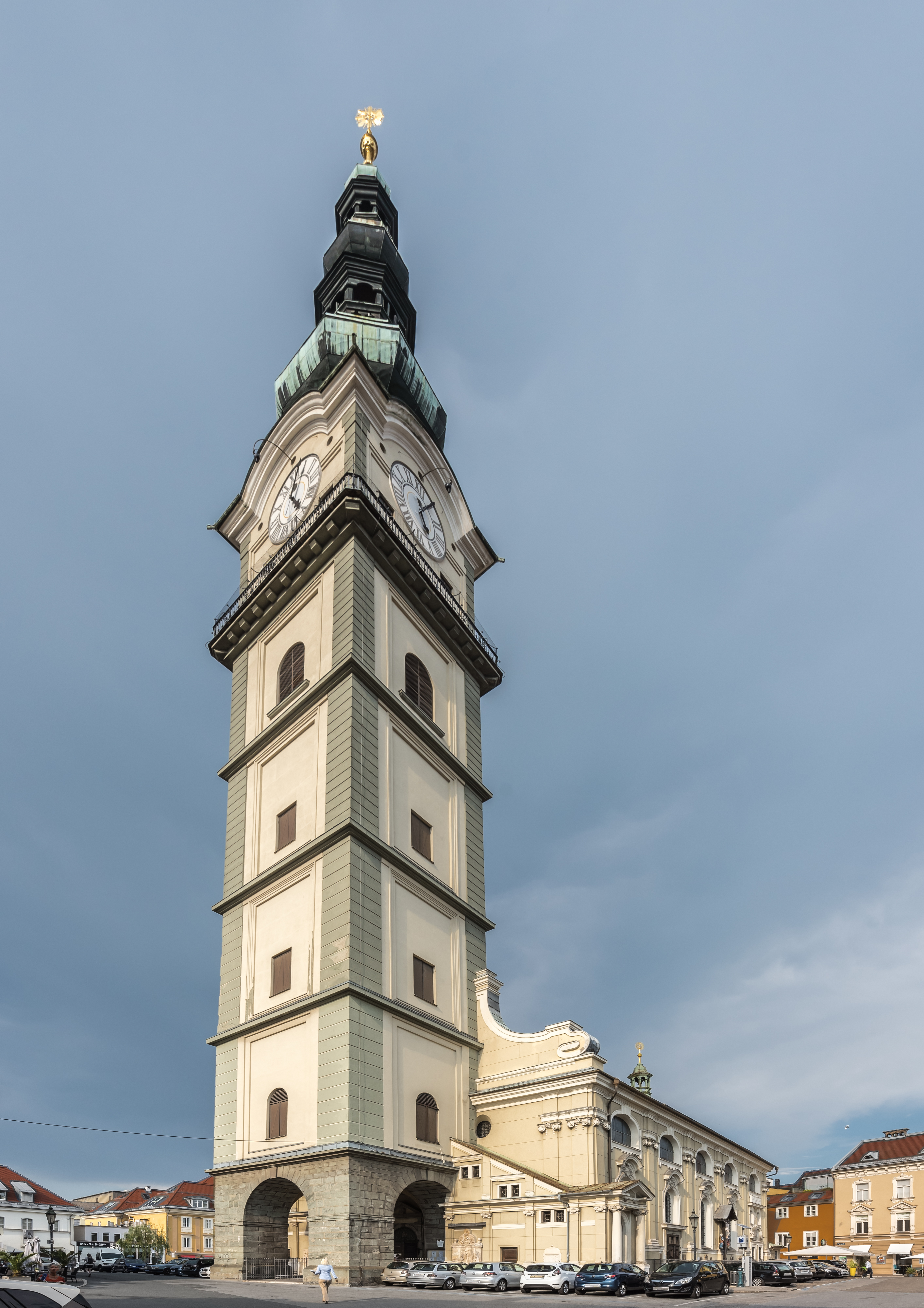
Stadthauptpfarrkirche in Klagenfurt

Jakob Rohrmeister (* 1631 in Eberndorf, Kärnten; † 17. Februar 1716 in Klagenfurt) war ein österreichischer katholischer Priester. 
Der aus Unterkärnten gebürtige katholische Geistliche ist der Erbauer der heutigen Stadthauptpfarrkirche St. Egid in Klagenfurt. Jakob Rohrmeister betreute die Pfarre von 1678 bis 1705. Der Geburtsort des Priesters ist Eberndorf im Jauntal.

## Leben
Nach dem Studium an der Grazer Universität wirkte der junge Seelsorger zunächst in seiner engeren Heimat. 17 Jahre lang übte er das Amt eines Generalvikars für das Jauntal aus. Er war 47, als ihm vom Bischof die Stadthauptpfarre in Klagenfurt übertragen wurde. Vom doppeltürmigen Gotteshaus mochte er wenig begeistert gewesen sein, denn sein Bauzustand war kein erfreulicher. Das Erdbeben vom Oktober 1680 verursachte zusätzlich Schäden am Sakralbau. 1688 stand es um die Türme so schlecht, dass sie einzustürzen drohten. Das Beben vom 4. Dezember 1690 zwang den Pfarrer schließlich zum Handeln: Das baufällige Gotteshaus wurde abgetragen und an die Errichtung eines völlig neuen Baues geschritten. Die Eucharistiefeiern wurden für die Dauer des Baugeschehens in die Heiligengeistkirche verlegt. Es mussten mehrere Nachbarobjekte angekauft und ebenfalls demoliert werden, um genug Platz für den Neubau zur Verfügung zu haben. Insbesondere die gewaltigen Grundmauern für den geplanten mächtigen Glockenturm beanspruchten eine entsprechende Grundfläche.
Am 8. Juli 1692 begannen die Aushubarbeiten, und am 30. des Monats fand die feierliche Grundsteinlegung durch den Klagenfurter Burggrafen statt. Man ließ ihm den Vortritt, weil die Landstände nicht nur den Ankauf der im Wege gestandenen Baulichkeiten durchgeführt hatten, sondern auch einen Großteil der Kosten für den Kirchenbau tragen wollten. Als fünf Jahre später die neue Kirche am 8. September 1697 durch den Lavanter Bischof geweiht wurde, war der Turm über der Erde erst ansatzweise zu erkennen. Sein Weiterbau ging äußerst schleppend vonstatten. Erst Ende des Jahres 1709 war das fast 92 m hohe Bauwerk vollendet. Es bildet seither eines der Wahrzeichen der Stadt.
Der Stadtpfarrer war ein gebildeter Mann und ein geschichtskundiger Zeitgenosse. Er griff auch gern zu Feder; so verfasste er ein fast 1000 Seiten starkes Hauptbuch der Stadtpfarre, das eine Zusammenfassung wichtiger Urkunden beinhaltete und zahlreiche historische Notizen enthielt. Für das Ursulinenkloster legte der Pfarrer eine Chronik an. Jakob Rohrmeister resignierte als Pfarrer von St. Egid am 13. Juli 1705. Er war nun 74 Jahre alt. Jakob Rohrmeister starb am 17. Februar 1716 im 85. Lebensjahr.